# كالوغا
كالوغا (بالروسية: Калуга) هي إحدى مدن روسيا في الكيان الفدرالي الروسي كالوغا أوبلاست.تقع مدينة كالوغا على ضفاف نهري اوكا وياتشينكا. وتبعد عن العاصمة موسكو 190 كيلومترا.

## نبذة عن تاريخ المدينة
تشير الحفريات الاثرية في المدينة إلى ان هذا المكان كان مأهولا منذ أكثر من 5 الاف سنة قبل الميلاد، ولكن جاء ذكر المدينة لأول مرة في السجلات التاريخية عام 1371 وفي عام 1389 ضمها الأمير دميتري دونسكوي إلى امارة موسكو بشكل نهائي. كانت كالوغا أول الامر عبارة عن حصن لحماية امارة موسكو من غزوات القبائل الرحل والتتار. وفي عام 1610 قتل فيها الكذاب دميتري الثاني. فقدت القلعة اهميتها العسكرية بعد انضمام أوكرانيا إلى روسيا عام 1654 .
بعد تقسيم البلاد إلى محافظات أصبحت المدينة ضمن محافظة موسكو ومنذ عام 1777 أصبحت مركزا لمحافظة كالوغا.
وضع مخطط تطور وتوسع المدينة عام 1778 وبعد اقرار المخطط بوشر ببناء مباني على الطراز الكلاسيكي مثل دوائر الدولة وكاتدرائية الثالوث المقدس ومنازل التجار امثال زولوتاريوف وبيشكوف وغيرهم.
كانت المدينة خلال الفترة بين القرنين الـ 17 و19 مركزا تجاريا، ولم تكن علاقاتها التجارية مقتصرة على مدن روسيا فقط، بل كانت لها علاقات تجارية مع إنجلترا وهولندا وبروسيا وغيرها من البلدان. في عام 1777 اسس في المدينة أول مسرح فني.
لعبت المدينة دورا مهما في فترة الحرب الوطنية عام 1812 حيث كانت مركزا رئيسيا لتأمين احتياجات الجيش الروسي من مؤن وملابس واسلحة واموال، كما شكل رجالها فصائل من المتطوعين لمقاتلة قوات نابليون. وفي عام 1856 كان يوجد في المدينة أكثر من 4100 مبنى و33 كنيسة وأكثر من 500 متجر.
استمر تطور المدينة وتوسعها وازداد عدد نفوسها نظرا لانشاء المصانع في المدينة وضواحيها. وبعد ثورة أكتوبر عام 1917 واقامة السلطة السوفيتية استمر توسع المدينة واصبحت أكثر المؤسسات الصناعية فيها تعمل ضمن المجمع الصناعي العسكري.
خلال الحرب الوطنية العظمى (1941 – 1945) احتلت القوات الفاشية المدينة في 13 أكتوبر/ تشرين الأول عام 1941 ولكن قوات الجيش الأحمر تمكنت من تحريرها في 30 ديسمبر/ كانون الأول.
تم في عام 1944 تشكيل مقاطعة كالوغا واصبحت المدينة مركزا لها واعيد بناء ماهدمته الحرب وتوسعت المدينة كثيرا وظهرت فيها مؤسسات صناعية وتعليمية وثقافية جديدة.
لقد كان 90 % من المؤسسات الصناعية خلال العهد السوفيتي تعمل ضمن المجمع الصناعي العسكري حيث كانت تنتج معدات واجهزة فائقة الدقة تستخدم في المجال العسكري بشكل خاص وفي مجال الفضاء والاسطول البحري. حاليا تعمل في المدينة مؤسسات صناعية مختلفة لبناء الماكينات والمعدات الثقيلة والاجهزة الكهربائية والتوربينات وغيرها من المؤسسات الصناعية.
عام 2006 بوشر ببناء مصنع لتجميع سيارات «فولكس واكن» الألمانية حيث باشر بالإنتاج عام 2007 كما باشر مصنع تجميع شاحنات «فولفو» السويدية بالإنتاج عام 2009 وهناك اتفاقيات مع شركات أخرى لبناء مصانع لتجميع وإنتاج سياراتها في المدينة وضواحيها. حيث يحتمل ان يتم إنتاج كامل لسيارات بيجو وسيتروين الفرنسية عام 2012 . توجد في المدينة مؤسسات تعليمية عديدة منها جامعة كالوغا الحكومية وعدد كبير من فروع لجامعات حكومية واهلية غيرها. كما فيها معاهد وثانويات مهنية مختلفة.

## من المعالم الاثرية والمعمارية في المدينة
كنيسة القديس نيقولاي – جاء ذكرها في السجلات عام 1626 وكانت في البداية بناية خشبية احترقت عام 1754 اعيد بناؤها بالحجر واصبحت تسمى بكنيسة القديسين كوزما وداميان. هذه الكنيسة هي البنايات الوحيد في المدينة، مبنية على طراز باروكو. انها تحفة معمارية حقيقية.
كاتدرائية الثالوث الاقدس – تقع الكاتدرائية في المتنزه المركزي للمدينة. بنيت الكاتدرائية بامر من الامبراطورة يكاتيرينا الثانية عام 1786 . ويبلغ قطر قبة الكاتدرائية 17 مترا (كانت هذه أول قبة بهذه الابعاد انذاك). واعتبر هذا استفزازا لمعماريي العاصمة لان قطر قبة كاتدرائية قازان التي كانت تبنى في نفس الفترة ولم يتجاوز 15 مترا. ومع ذلك نجح المهندس المعماري ياستسيغين في اكمال البناية لتصبح حتى يومنا هذا قلب مدينة كالوغا. هناك أيضا مبنى الضيافة القديم الذي يتألف من 14 بناية مختلفة الطراز المعماري والتي انتهى انشاؤها عام 1823 .
بحيرة فيركا – بحيرة صناعية كبيرة (13.5 هكتار) تقع على نهر فيركا محاطة بالغابات. لهذه البحيرة اهمية كبيرة في المحافظة حيث تحتوي على الانواع النادرة من النباتات والحيوانات. في عام 1991 اعلنت البحيرة محمية تقع تحت حماية السلطات المحلية.